# Competència social i ciutadana
La competència social i ciutadana és una de les competències bàsiques que han d'assolir els alumnes en acabar l'educació secundària. Consisteix en una sèrie d'habilitats socials, el coneixement de l'entorn comunitari i l'educació en valors. Una persona competent en aquestes destreses pot emetre un judici crític sobre la realitat que l'envolta, després d'haver-se informat sobre el seu funcionament, i actuar-hi. També té clara l'escala de valors que el mou (autoconeixement) i escull preferentment les conductes que afavoreixen la cohesió social, com ara la solidaritat. Per acabar, sap relacionar-se bé amb els altres, mostrant empatia, domini de la comunicació i desig d'interacció.
Totes les àrees del currículum educatiu han de contribuir a desenvolupar aquesta competència amb activitats que facin entrar en contacte el temari de les aules i l'actualitat. Aquesta competència no s'ha de confondre amb les habilitats socials, que tenen a veure amb les relacions entre les persones i grups d'una societat.